# Тиберий Гемел
Тиберий Юлий Цезар Нерон Гемел, известен като Тиберий Гемел е син на Друз и Ливила, внук на Тиберий, и братовчед на Калигула. Гемел е прякор, означаващ близнак. Неговият брат-близнак – Тиберий Клавдий Цезар Германик II Гемел умира на 4-годишна възраст през 23 г.
Бащата на Гемел – Друз умира мистериозно, когато Гемел е на 4. Счита се, че Друз умира от заговор на преторианския префект Сеян и Ливила, целящ свалянето на съпруга ѝ, а и защото тя има пряка възможност да отрови съпруга си.
На 12-годишна възраст Гемел е повикан на остров Капри, където живее Тиберий, заедно с братовчед си Калигула. Тиберий ги прави и двамата наследници, но е ясно, че фаворизира Калигула пред собствения си внук. Ливила е била любовница на Сеян от години, и много хора вярват, че двамата братя Гемел са всъщност негови синове.
Тиберий умира на 16 март 37 и император става Калигула. Той осиновява Гемел, но по-късно в края на същата година или началото на 38 г. заповядва да го убият поради слухове за заговор, докато Калигула е бил болен.